# Aminosavak
Az aminosavak (más néven amino-karbonsavak) az élethez alapvető fontosságú szerves vegyületek, amelyek molekulájában aminocsoport (−NH2) és karboxilcsoport (−COOH) egyaránt előfordul, valamint tartalmaznak az egyes aminosavakra jellemző oldalláncokat (R csoport) is. Molekuláik főként szénből, hidrogénből, oxigénből és nitrogénből épülnek fel. Több mint 500 természetesen előforduló aminosav ismert, melyek sokféleképpen osztályozhatók, pl. az aminocsoport helyzete, pH-érték, polaritás, vagy az oldallánc típusa alapján. A víz után a fehérjékké összekapcsolódott aminosavak a legnagyobb számban előforduló komponensek az emberi izomzatban és egyéb szövetekben. A proteinekben betöltött szerepükön túl még jó néhány folyamatban vesznek részt, pl. bioszintézisben és az ingerületátvivő anyagok szállításában.

## Bevezetés
Az aminocsoportnak a karboxilcsoporthoz viszonyított helyzete alapján α-, β-, γ- stb. aminosavakról beszélünk. A fehérjék kizárólag α-aminosavakból épülnek fel, a többi aminosav általában biológiailag jelentéktelen. A fehérjék makromolekulái sok száz vagy ezer alapegységből, monomerből épülnek fel. Az egyetlen élettani jelentőséggel bíró β-aminosav a β-alanin, ennek származékai a pantoténsav és a koenzim-A. Lényeges még az agy anyagcseréjének egyik eleme, a γ-aminovajsav (GABA), valamint a vitamin hatású p-amino-benzoesav.
Az élő szervezetekben 22 fehérjeépítő aminosav található. Ezek kapcsolódási sorrendje az aminosav-szekvencia, a fehérjék elsődleges szerkezete.
A szervezet fehérjéinek és egyéb nitrogéntartalmú alkotórészeinek felépítéséhez, és ezek újraképzéséhez szükséges aminosavakat a táplálék fehérjéi adják. A fehérjeszükséglet tehát aminosav szükségletet jelent.
Az emberi szervezetben 14-16% a fehérje-, és hozzávetőlegesen 0,1% a szabad aminosavtartalom.

## Története
Az első aminosavakat a 19. század elején fedezték fel. 1806-ban Louis-Nicolas Vauquelin és Pierre Jean Robiquet izolált egy komponenst spárgából (Asparagus officinalis), amit a növény után aszparaginsavnak neveztek el. Ez volt az első aminosav, amit felfedeztek. A másik aminosav, amit a 19. század legelején fedeztek fel a cisztin (1810-ben), de monomerjét, a ciszteint csak sokkal később, 1884-ben fedezték fel. A glicint és a leucint kicsit később, 1820-ban fedezték fel. Emil Fischer és Franz Hofmeister vetette fel, hogy a proteinek amino- és karboxilcsoport összekapcsolódásával létrejövő szálszerkezetek, amit Fischer peptidnek nevezett el.

## Az aminosavak kémiai előállítása
Számos módszer ismert az aminosavak szintézisére. A legrégebbi módszer a karbonsavak α-szénjének brómozása. A következő lépésben, az alkil-bromid nukleofil szubsztitúció során ammónia aminosavvá alakítja. Egy másik lehetséges mód a Strecker-féle aminosav szintézis, amely során aldehidet reagáltatunk kálium-cianiddal és ammóniával, így intermedierként α-amino nitril képződik. A nitril savas hidrolízisével α-aminosav képződik. Aldehid helyett ketonokat is használhatunk, de ebben az esetben α,α-diszubsztituált aminosav származékot kapunk. A klasszikus szintézis az aminosavak racém elegyét eredményezi, de számos alternatív módszerrel enantioszelektív előállítás is lehetséges.

## Az aminosavak ikerionos szerkezete

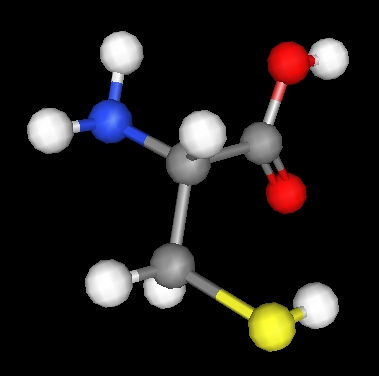
1. Az L-cisztein 3D molekulamodellje (aminocsoport és karboxilcsoport)

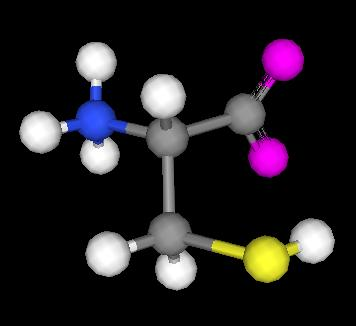
2. Az L-cisztein ikerion 3D-molekulamodellje

Az aminosavak ikerionos szerkezetűek, azaz nem egyszerű aminocsoportot és karboxilcsoportot tartalmaznak (1. kép), hanem pozitív töltésű ammónium- és negatív töltésű karboxilátcsoportot, a savas karboxilcsoport és a bázikus aminocsoport kölcsönhatása következtében (2. kép). Tehát ikerionok szilárd halmazállapotban, és vizes oldatban egyaránt. Ezzel magyarázható az, hogy szilárd anyagok és nagyon magas az olvadáspontjuk. Sőt, meg sem olvadnak, hanem az olvadási hőmérsékleten bomlanak. Ugyanakkor jól oldódnak vízben (poláris oldószer), de nem oldódnak apoláris szerves oldószerekben.
Akárcsak az aminosavak, a peptidek és fehérjeláncok is ikerionos szerkezetűek:

### Szerkezeti képletek
| Arg Archiválva 2020. szeptember 8-i dátummal a Wayback Machine-ben | Gln Archiválva 2020. augusztus 14-i dátummal a Wayback Machine-ben  | Phe                                                                | Tyr Archiválva 2020. szeptember 7-i dátummal a Wayback Machine-ben | Trp                                                                 |
| Lys                                                                | Gly Archiválva 2020. augusztus 19-i dátummal a Wayback Machine-ben  | Ala Archiválva 2020. augusztus 4-i dátummal a Wayback Machine-ben  | His Archiválva 2020. augusztus 14-i dátummal a Wayback Machine-ben | Ser                                                                 |
| Pro                                                                | Glu Archiválva 2020. szeptember 8-i dátummal a Wayback Machine-ben  | Asp Archiválva 2020. július 30-i dátummal a Wayback Machine-ben    | Thr                                                                | Cys Archiválva 2020. szeptember 14-i dátummal a Wayback Machine-ben |
| Met                                                                | Leu Archiválva 2020. szeptember 21-i dátummal a Wayback Machine-ben | Asn Archiválva 2020. szeptember 8-i dátummal a Wayback Machine-ben | Ile Archiválva 2020. augusztus 7-i dátummal a Wayback Machine-ben  | Val                                                                 |

Nemzetközi megállapodás alapján az aminosavakat nevük hárombetűs rövidítésével, bonyolultabb esetekben az ábécé nagybetűivel jelölik.

## Optikai aktivitás

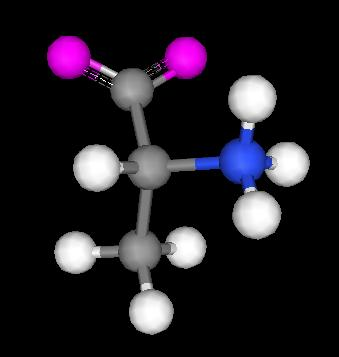
D-Alanin 3D molekulamodellje (ikerion)

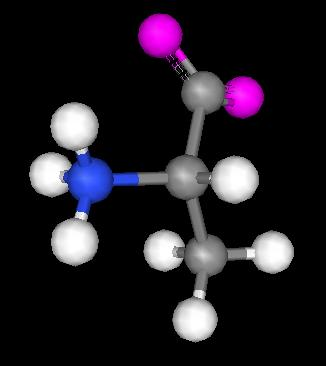
L-Alanin 3D molekulamodellje (ikerion)

A legtöbb α-aminosav optikailag aktív, két tükörképi izomerje (enantiomerje) lehetséges.
A fehérjeépítő α-aminosavak a jobbra forgató, de L-sorozatbeli tejsavval azonos térszerkezetűek, tehát az L-sorozatba tartoznak.
Kivétel a glicin, amely optikailag nem aktív.

Az alanin két tükörképi izomerje

## Kémiai tulajdonságok
Az aminosavak ún. amfoter tulajdonságú vegyületek, vagyis amfolitok: savakkal szemben gyenge bázisként, bázisokkal (lúgokkal) szemben gyenge savként viselkednek. Tehát vizes oldatban egyaránt semlegesítik az erős savak illetve erős bázisok kis mennyiségét, illetve lényegesen tompítják őket. Az ilyen anyagokat puffernek nevezzük. Ennek óriási szerepe van az élő szervezetekben, mivel folyadék, vizes oldat található bennük, ahol az aminosavak meg tudják akadályozni az elsavasodást, illetve a lúgosodást.
Az aminosavakra egyaránt jellemzőek a karbonsavak és az aminok reakciói.

### Elektrokémiai tulajdonságok
Vizes oldatban, egy meghatározott pH értéken, az adott aminosav izoelektromos pontján (pI), egyenlő mértékben ionizált az aminosav mindkét csoportja: kifelé semleges, elektromos erőtérben ionmigrációt nem mutat. A legtöbb aminosav izoelektromos pontja közelítőleg semleges pH-nál van. A savas oldalláncú aminosavak izoelektromos pontja savas pH-nál van, a bázikus oldalláncúaké pedig bázikus pH-nál.
A karboxilcsoport K1 disszociációs állandója szám szerint megegyezik annak az oldatnak a hidrogénion-koncentrációjával (H1), amelynél az ionizálatlan és az ionizált karboxilcsoportok száma egyenlő: K1 = (H1), illetve pK1 = pH1 ( ahol a pK1 = −logK1, és pH1 = −logH1).
Hasonlóképpen egy pH2-érték rendelhető a bázikus aminocsoport ionizációjára jellemző K2 és a pK2 értékekhez.
Az izoelektromos pont hidrogénkitevőjét a következő képlettel számíthatjuk ki: pI = (pK1 + pK2)/2.
(Ezek az értékek megtalálhatóak lentebb, a Fehérjeépítő aminosavak táblázatban.)

### Peptidképződés

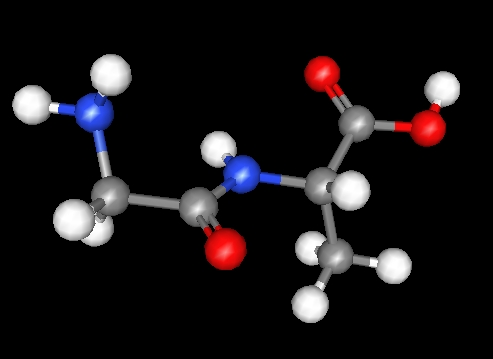
H-Gly-Ala-OH dipeptid 3D molekulamodellje

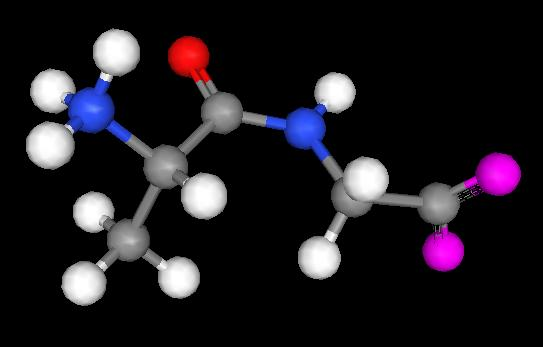
H-Ala-Gly-OH dipeptid 3D molekulamodellje (ikerion)

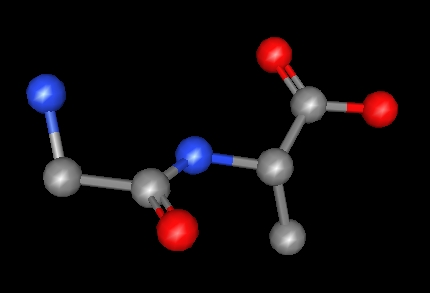
H-Gly-Ala-OH dipeptid 3D molekulamodellje (hidrogénatomok nélkül)

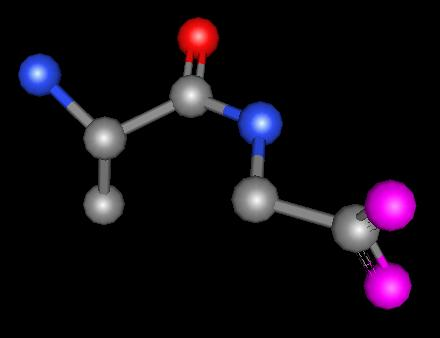
H-Ala-Gly-OH dipeptid 3D molekulamodellje (ikerion)(hidrogénatomok nélkül)

Az aminosavak peptidkötéssel kapcsolódnak egymáshoz, vízkilépés közben.
Két aminosavból dipeptid, háromból tripeptid, sokból polipeptidlánc képződik. A fehérjemolekulák tehát sok aminosavrészből felépülő polipeptidláncok.
{\displaystyle \mathrm {R{-}COOH+R'NH_{2}\rightleftharpoons R{-}CO-NHR'+H_{2}O} }
Két különböző aminosavból két különböző dipeptid épülhet fel aszerint, hogy melyik aminosavrész N-terminális és melyik C-terminális:
A glicil-alanin (H-Gly-Ala-OH) képlete: {\displaystyle \mathrm {H_{2}N{-}CH_{2}{-}CO-NH{-}CHCH_{3}{-}COOH} } (bal oldali molekulamodellek)
Az alanil-glicin (H-Ala-Gly-OH) képlete: {\displaystyle \mathrm {H_{2}N{-}CHCH_{3}{-}CO{-}NH{-}CH_{2}{-}COOH} } (jobb oldali molekulamodellek)
A két dipeptid – a glicil-alanin és az alanil-glicin – konstitúciós izomerje egymásnak; ezek különböző sajátságú anyagok.
Három különböző aminosavból már hat különböző szerkezetű tripeptid vezethető le. Következésképpen az egymáshoz kapcsolódó aminosavak számának növekedésével rohamosan nő a sorrendi lehetőségek száma. A kombinatorika szabályai szerint n számú különböző aminosav n! (1,2,3…,n)-féle sorrendben kapcsolódhat egymáshoz. Például tíz különböző aminosavból felépülő dekapeptid esetében már 3 628 800 eltérő molekulaszerkezet lehetséges, pedig ez még csak a fehérjék általános méretének töredéke. Ezzel magyarázható az élő szervezetekben előforduló fehérjék rendkívüli változatossága. A fehérjeláncokat az egymáshoz kapcsolódó aminosavak milyensége, száma és sorrendje jellemzi.

### Hidrolízis
A fehérjék savas hidrolízisének eredményeként aminosavak (tömény sósavval főzve azok sósavas sói) keletkeznek.

## Az aminosavak biológiai csoportosítása
Az alábbi táblázat az aminosavak közül a leggyakoribbakat kategorizálja különféle biológiai szempontok szerint.
| Név               | Élő szervezetekben előfordulhat | Fehérjeépítő | Közvetlenül a genetikai kód által kódolt | Az ember számára esszenciális |
| ----------------- | ------------------------------- | ------------ | ---------------------------------------- | ----------------------------- |
| fenilalanin       | ✔                               | ✔            | ✔                                        | ✔                             |
| hisztidin         | ✔                               | ✔            | ✔                                        | ✔                             |
| izoleucin         | ✔                               | ✔            | ✔                                        | ✔                             |
| leucin            | ✔                               | ✔            | ✔                                        | ✔                             |
| lizin             | ✔                               | ✔            | ✔                                        | ✔                             |
| metionin          | ✔                               | ✔            | ✔                                        | ✔                             |
| treonin           | ✔                               | ✔            | ✔                                        | ✔                             |
| triptofán         | ✔                               | ✔            | ✔                                        | ✔                             |
| valin             | ✔                               | ✔            | ✔                                        | ✔                             |
| alanin            | ✔                               | ✔            | ✔                                        |                               |
| arginin           | ✔                               | ✔            | ✔                                        |                               |
| aszparagin        | ✔                               | ✔            | ✔                                        |                               |
| aszparaginsav     | ✔                               | ✔            | ✔                                        |                               |
| cisztein          | ✔                               | ✔            | ✔                                        |                               |
| glicin            | ✔                               | ✔            | ✔                                        |                               |
| glutamin          | ✔                               | ✔            | ✔                                        |                               |
| glutaminsav       | ✔                               | ✔            | ✔                                        |                               |
| prolin            | ✔                               | ✔            | ✔                                        |                               |
| szerin            | ✔                               | ✔            | ✔                                        |                               |
| tirozin           | ✔                               | ✔            | ✔                                        |                               |
| pirrolizin        | ✔                               | ✔            |                                          |                               |
| szelenocisztein   | ✔                               | ✔            |                                          |                               |
| β-alanin          | ✔                               |              |                                          |                               |
| γ-aminovajsav     | ✔                               |              |                                          |                               |
| p-aminobenzoesav  | ✔                               |              |                                          |                               |
| szelenometionin   | ✔                               |              |                                          |                               |
| δ-aminolevulinsav | ✔                               |              |                                          |                               |

## α-aminosavak

Az alfa-aminosavak szerkezete ionizálatlan állapotban

Az α-aminosavak olyan aminosavak, amelyek biológiailag kiemelkedő jelentőséggel bírnak. A fehérjemolekulák kizárólag α-aminosavakból épülnek fel, a többi aminosav (β- és γ-aminosav) biológiailag kevésbé fontos, vagy egyáltalán nem tölt be szerepet az élő szervezetekben. Az α-aminosavak közös szerkezeti jellemvonása, hogy mindig tartalmaznak egy aminocsoportot a karboxilcsoportot követő (2. számú, azaz α) szénatomon.

## Fehérjeépítő aminosavak
| Röv. (1 betű) | Röv. (3 betű) | Teljes név      | Oldallánc típusa        | Tömeg  | pI    | pK1 (α-COOH) | pK2 (α-+NH3) | pKr (R) |
| ------------- | ------------- | --------------- | ----------------------- | ------ | ----- | ------------ | ------------ | ------- |
| A             | Ala           | Alanin          | hidrofób                | 89,09  | 6,11  | 2,35         | 9,87         |         |
| C             | Cys           | Cisztein        | hidrofób (Nagano, 1999) | 121,16 | 5,05  | 1,92         | 10,70        | 8,37    |
| D             | Asp           | Aszparaginsav   | savas                   | 133,10 | 2,85  | 1,99         | 9,90         | 3,90    |
| E             | Glu           | Glutaminsav     | savas                   | 147,13 | 3,15  | 2,10         | 9,47         | 4,07    |
| F             | Phe           | Fenilalanin     | hidrofób                | 165,19 | 5,49  | 2,20         | 9,31         |         |
| G             | Gly           | Glicin          | hidrofil                | 75,07  | 6,06  | 2,35         | 9,78         |         |
| H             | His           | Hisztidin       | bázikus                 | 155,16 | 7,60  | 1,80         | 9,33         | 6,04    |
| I             | Ile           | Izoleucin       | hidrofób                | 131,17 | 6,05  | 2,32         | 9,76         |         |
| K             | Lys           | Lizin           | bázikus                 | 146,19 | 9,60  | 2,16         | 9,06         | 10,54   |
| L             | Leu           | Leucin          | hidrofób                | 131,17 | 6,01  | 2,33         | 9,74         |         |
| M             | Met           | Metionin        | hidrofób                | 149,21 | 5,74  | 2,13         | 9,28         |         |
| N             | Asn           | Aszparagin      | hidrofil                | 132,12 | 5,41  | 2,14         | 8,72         |         |
| P             | Pro           | Prolin          | hidrofób                | 115,13 | 6,30  | 1,95         | 10,64        |         |
| Q             | Gln           | Glutamin        | hidrofil                | 146,15 | 5,65  | 2,17         | 9,13         |         |
| R             | Arg           | Arginin         | bázikus                 | 174,20 | 10,76 | 1,82         | 8,99         | 12,48   |
| S             | Ser           | Szerin          | hidrofil                | 105,09 | 5,68  | 2,19         | 9,21         |         |
| T             | Thr           | Treonin         | hidrofil                | 119,12 | 5,60  | 2,09         | 9,10         |         |
| V             | Val           | Valin           | hidrofób                | 117,15 | 6,00  | 2,39         | 9,74         |         |
| W             | Trp           | Triptofán       | hidrofób                | 204,23 | 5,89  | 2,46         | 9,41         |         |
| Y             | Tyr           | Tirozin         | hidrofób                | 181,19 | 5,64  | 2,20         | 9,21         | 10,46   |
| U             | Sec           | Szelenocisztein | hidrofób                | 168,05 |       |              |              |         |
| O             | Pyl           | Pirrolizin      |                         | 255,31 |       |              |              |         |

## Esszenciális aminosavak
Alapvető fontosságú (esszenciális) aminosavaknak nevezzük azokat az aminosavakat, amelyeket az emberi vagy állati szervezet nem, vagy csak elégtelen mennyiségben képes előállítani.
Az emberi szervezet számára 9 aminosav esszenciális (ábécérendben):
1. fenilalanin,
2. hisztidin,
3. izoleucin,
4. leucin,
5. lizin,
6. metionin,
7. treonin,
8. triptofán,
9. valin.

A különböző állatfajok számára más-más aminosavak lehetnek esszenciálisak.

### Elsőrendű fehérjék
A fehérjék biológiai értékét esszenciális aminosav tartalmuk határozza meg. Az elsőrendű (komplett) fehérjék valamennyi esszenciális aminosavat a megfelelő mennyiségben, arányban tartalmazzák, ezért egyedüli fehérjeforrásként is elegendőek. Ebbe a csoportba az állati eredetű fehérjék tartoznak, mint a tojás, tej, hal, vagy a húsfélék.

### Másodrendű fehérjék
A másodrendű (inkomplett) fehérjék egyes esszenciális aminosavakban hiányosak, ezért önmagukban elégtelen fehérjeforrások. Azonban a komplett, vagy egy másik inkomplett fehérjével kiegészítve teljes értékűvé tehetők. A másodrendű fehérjék csoportját zömében a növényi fehérjék alkotják.

### Fehérjeszükséglet

#### Abszolút fehérjeminimum
Az emberi szervezet megfelelő energiabevitel mellett fehérjementes étrendben is használ fel fehérjét. Ez az endogén fehérjeveszteség a vizeletben, székletben, a verejtékben és más váladékokban (köröm, haj, hámló bőr) lévő nitrogén meghatározásával ki is mutatható. Pl. egy 70 kg-os férfi endogén fehérjevesztesége 24 g/nap. Ezt abszolút fehérjeminimumnak is nevezik.

#### Élettani fehérjeminimum
Az a legkisebb fehérjebevitel, amellyel a szervezet nitrogénegyensúlya éppen elérhető. Vagyis a bevitt fehérje nitrogéntartalma egyenlő a vizelettel, széklettel, verejtékkel és egyéb módokon ürített nitrogén mennyiségével. Egy egészséges, 70 kg-os, fiatal férfi fehérjeminimuma 42 g/nap.

### Fehérjeszükséglet

#### Gyermekek fehérjeszükséglete
A bevitt fehérjének fedeznie kell a növekedéshez szükséges mennyiséget, a növekedés viszont nem egyenletes, ezért a fehérjebevitelt úgy kell megállapítani, hogy mindenkor elegendő fehérje álljon rendelkezésre. Ez a mennyiség az életkor függvényében 32-75 g/nap.

#### Felnőttek fehérjeszükséglete
Vegyes táplálkozás mellett figyelembe kell venni a fehérjék emészthetőségét, valamint az aminosav-összetételt jelző biológiai értékeket, a hazai táplálkozási szokásokat, a fehérjék kölcsönös kiegészítő (komplettáló) hatását. Így a testtömegre számított fehérjebevitel 1 g/ttkg javasolt aktívan nem sportoló személyeknek. Sportolóknak ennél többre is szükségük lehet (1,5-2 g/ttkg).

#### Terhesek fehérjeszükséglete
Vegyes táplálkozás mellett, a terhesség teljes időtartama alatt 10 g/nappal több bevitelre van szükség, mint a terhességet megelőzően.

#### Szoptatás alatti fehérjeszükséglet
Mivel az anyatej átlagos fehérjetartalma 1,2-1,3 g/100 g, ezért a 100 g elválasztott tejre 2,4 g fehérjét kell bevinni. Vagyis az első 6 hónapban napi 20 g, míg a hetedik hónaptól napi 15 g többlet fehérjebevitel ajánlott.

#### Az idősek fehérjeszükséglete
Az életkor előrehaladtával változik a testösszetétel, az élettani funkciók, a fizikai aktivitás, az elfogyasztott táplálék mennyisége, de egyben csökken a fehérjék hasznosulása is, ezért a 60 évesnél idősebbek részére 1,2-1,5 g/ttkg bevitel ajánlott.

## Az aminosavak víz-ammónia „szimmetriája”

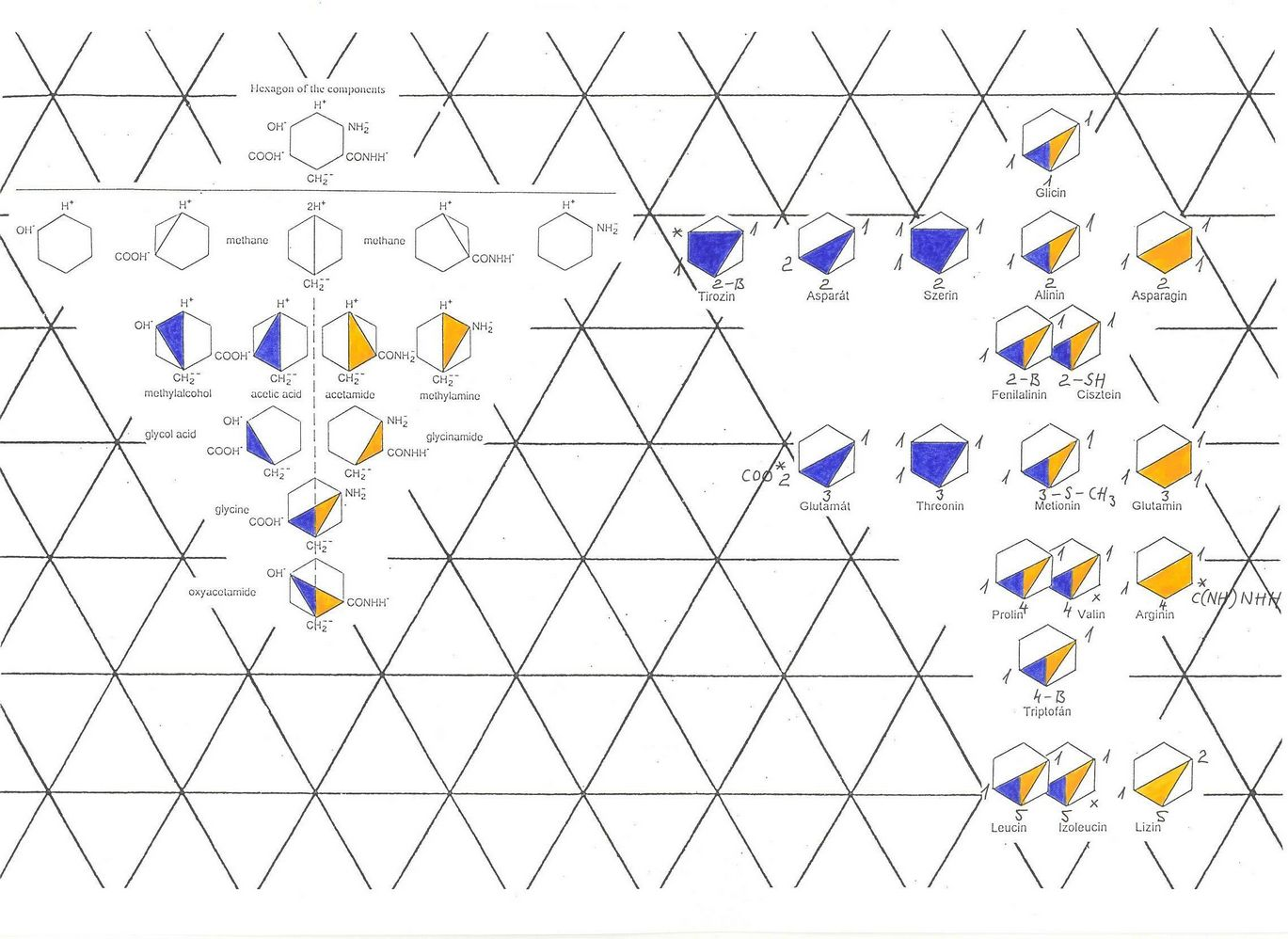
Az aminosavak víz-ammónia „szimmetriája”

Az aminosavak molekulájában előforduló aminocsoport (−NH2) és karboxilcsoport (−COOH) érdekes lehetőséget vet fel az életformáló aminosavak keletkezésére. Ezek olyan bolygófelszínek közelében keletkezhettek, ahol mindkét oldószer, az ammónia is és a víz is fontos szerepet játszott. Ha az aminosavak közül a 20 genetikailag kódoltat vizsgáljuk, sorba rendezhetjük őket a vizes jelleg és az ammóniás jelleg súlya szerint. A vizes oldalt képviseli az OH gyök és a COOH gyök, míg az ammóniás oldalt az (−NH2) gyök és a CONH2 gyök. Az ábra bal oldalán az elrendezés mintáját mutatjuk be a kis hatszögekkel. Az ábra jobb oldala az élet fehérjéit alkotó aminosavak víz-ammónia „szimmetriáját” szemlélteti.